# Septembre 1789

## Événements
- Fin septembre, 19 articles de la future constitution française sont adoptés. Le roi refuse de promulguer les décrets qui ne sont pas appliqués et commence à concentrer les troupes.

- 2 septembre : création du département du Trésor des États-Unis.

- 4 septembre, France : Mécontents de l'augmentation du prix du pain, la population du faubourg Saint-Antoine prend la route de Versailles en emmenant avec eux plusieurs pièces de canons. Les femmes ouvrent la marche

- 7 septembre : la Diète polonaise désigne une « députation » pour travailler à une Constitution[1]. Ignacy Potocki (1751-1809), grand maître de la maçonnerie polonaise et adversaire de la Russie, y tient le rôle principal.

- 10 - 11 septembre, France : l’Assemblée adopte le principe du monocamérisme et règle le droit royal de s’opposer à ses décisions par un veto suspensif pour deux législatures.

- 11 septembre, États-Unis : Alexander Hamilton (1755-1804) est nommé secrétaire au Trésor de 1789 à 1795[2]. Il propose une série de lois favorables aux plus riches et adoptées par le Congrès : mise en place d’une Banque des États-Unis, loi sur les tarifs douaniers pour venir en aide aux manufacturiers, remboursement des titres de la dette publique à leur valeur nominale la plus élevée, lois fiscales autorisant la collecte d’impôts pour permettre le remboursement de ces titres.

- 12 septembre : premier numéro du Publiciste parisien de Jean-Paul Marat, qui devient L'Ami du peuple le 16 septembre.

- 22 septembre (11 septembre du calendrier julien) : victoire russe sur les Turcs à la bataille de Rymnik (Râmnicu Sărat)[3].

- 24 septembre, États-Unis : le Judiciary Act of 1789 (en) établit les juges fédéraux et les marshals.

- 29 septembre : le département de la Guerre des États-Unis établit la première armée régulière de la nation composée de plusieurs centaines d'hommes.

## Naissances
- 4 septembre : Charles Gaudichaud-Beaupré (mort en 1854), botaniste français.
- 7 septembre : Palon Heinrich Ludwig von Boguslawsky (mort en 1851), astronome allemand.
- 9 septembre : William Cranch Bond (mort en 1859), astronome américain.
- 15 septembre : James Fenimore Cooper, écrivain américain († 14 septembre 1851).

## Décès
- 24 septembre : Johann Nikolaus Seip, théologien luthérien allemand (° 20 décembre 1724).